# Megaevolución
Megaevolución es un término que describe los eventos más dramáticos de la evolución. Hoy en día no se considera un tipo diferente de evolución; más bien, una evolución que produce efectos extraordinarios. No se sugiere que los procesos evolutivos involucrados sean especiales aunque, en algunos casos, lo sean. Dado que la palabra "macroevolución" puede aplicarse a cambios relativamente modestos a nivel de especie y género, la "megaevolución" puede utilizarse para cambios realmente enormes.
La radiación adaptativa de las aves en el Cretácico Inferior, los teleóreos en el Cretácico, las plantas con flores en el Cretácico Superior, los mamíferos en el Eoceno, las polillas en el Cretácico son ejemplos llamativos de macroevolución. Sin embargo, hay acontecimientos aun más importantes en la historia de la vida. Una lista interesante fue preparada por Maynard Smith y Szathmáry, a quienes llamaron Las Transiciones Mayores en la Evolución. Hicieron la lista dos veces.
- Lista de 1999

1. Moléculas replicantes: cambio a poblaciones de moléculas de las protocélulas
2. Replicadores independientes conducen a los cromosomas
3. El ARN como gen y  enzima cambia a genes de ADN y enzimas proteicas
4. Células bacterianas (procariotas) conducen a células con núcleos y orgánulos (eucariotas)
5. Clones asexuales conducen a poblaciones sexuales
6. Organismos unicelulares conducen a hongos, plantas y animales
7. Individuos solitarios conducen a colonias con castas no reproductoras (termitas, hormigas y abejas)
8. Sociedades de primates conducen a sociedades humanas con lenguaje

Algunos de estos temas han sido discutidos anteriormente.
Los números del uno al seis de la lista se refieren a acontecimientos de gran importancia, pero de los que sabemos relativamente poco. Todo ocurrió antes (y sobre todo mucho antes) de que comenzara el registro fósil, o al menos antes del eón Fanerozoico.
Los números siete y ocho de la lista son de un tipo diferente a los seis primeros, y generalmente no son considerados por otros autores. El número cuatro es de un tipo que no está cubierto por la teoría evolutiva tradicional. El origen de las células eucariotas se debe probablemente a la simbiosis entre los procariotas. Este es un tipo de evolución que debe ser un evento raro.

## Ejemplo

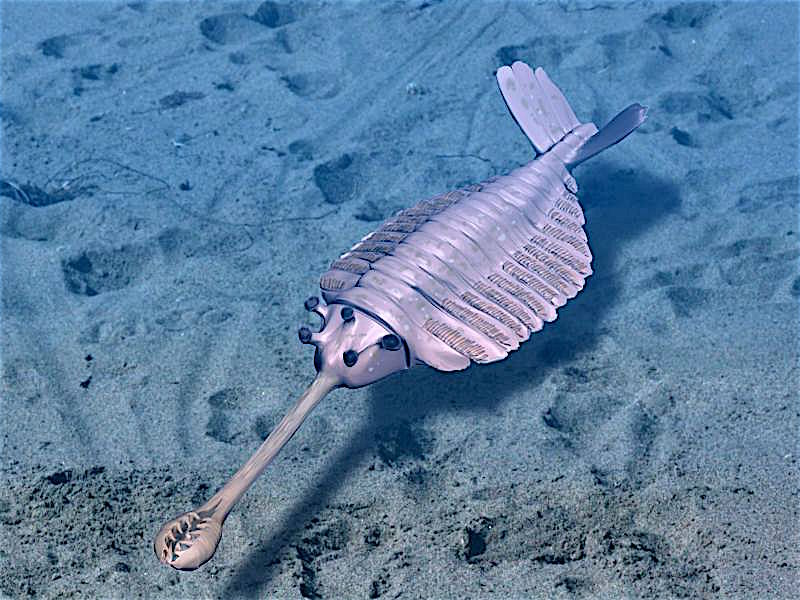
Opabinia hizo una gran contribución al interés en la explosión del Cámbrico.

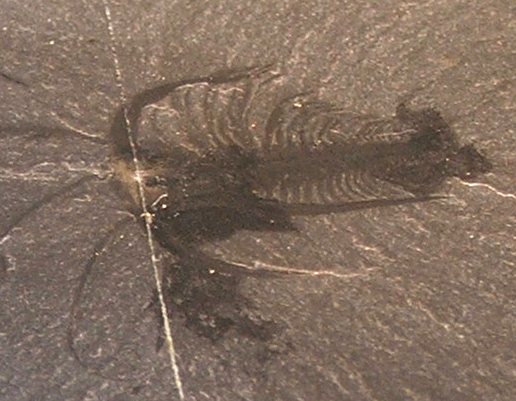
Este espécimen de Marrella muestra cuán claros y detallados son los fósiles de la Burgess Shale lagerstätte.

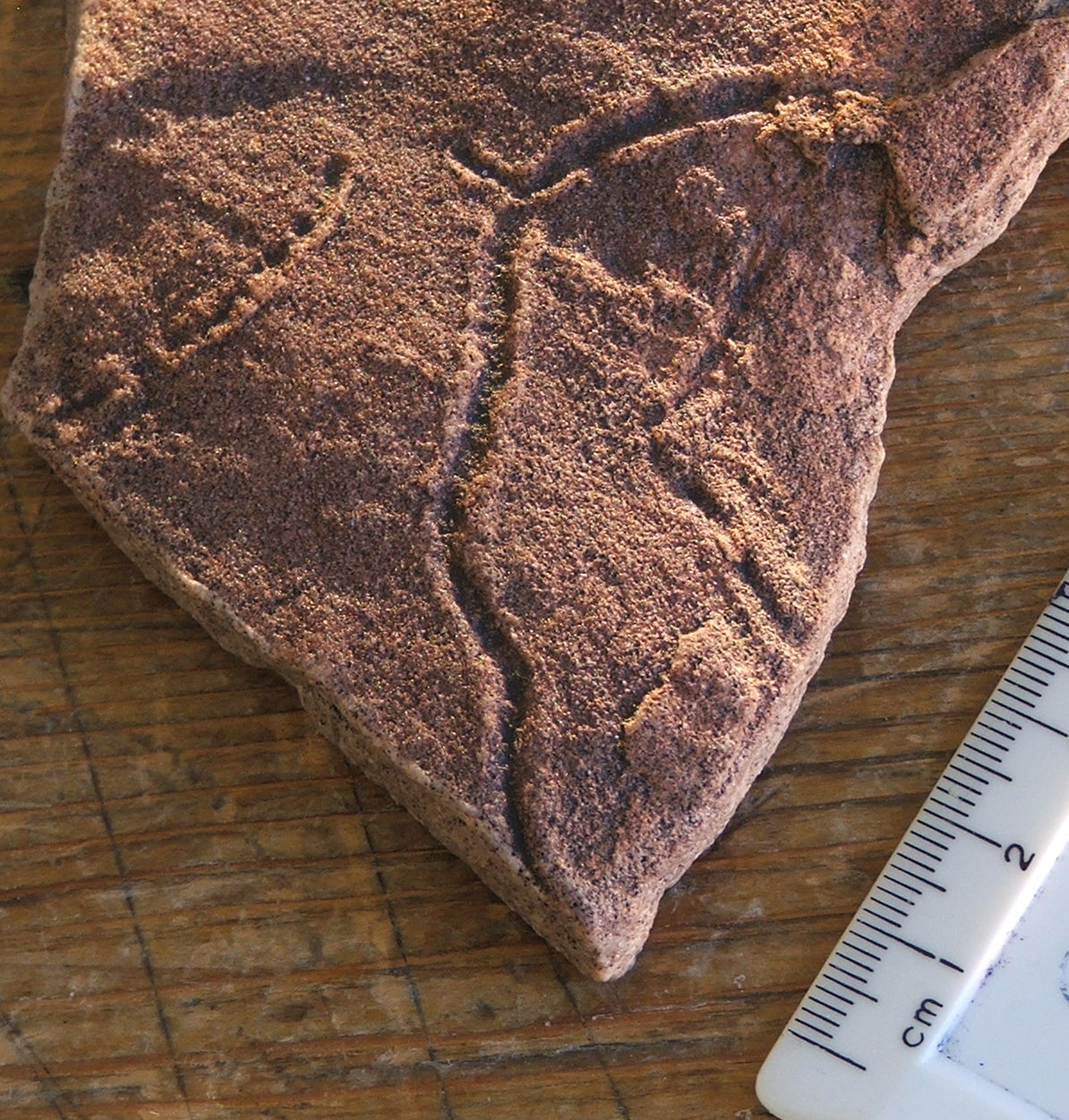
Un fósil de rastro de Ediacaran, hecho cuando un organismo excavó debajo de una estera microbiana.

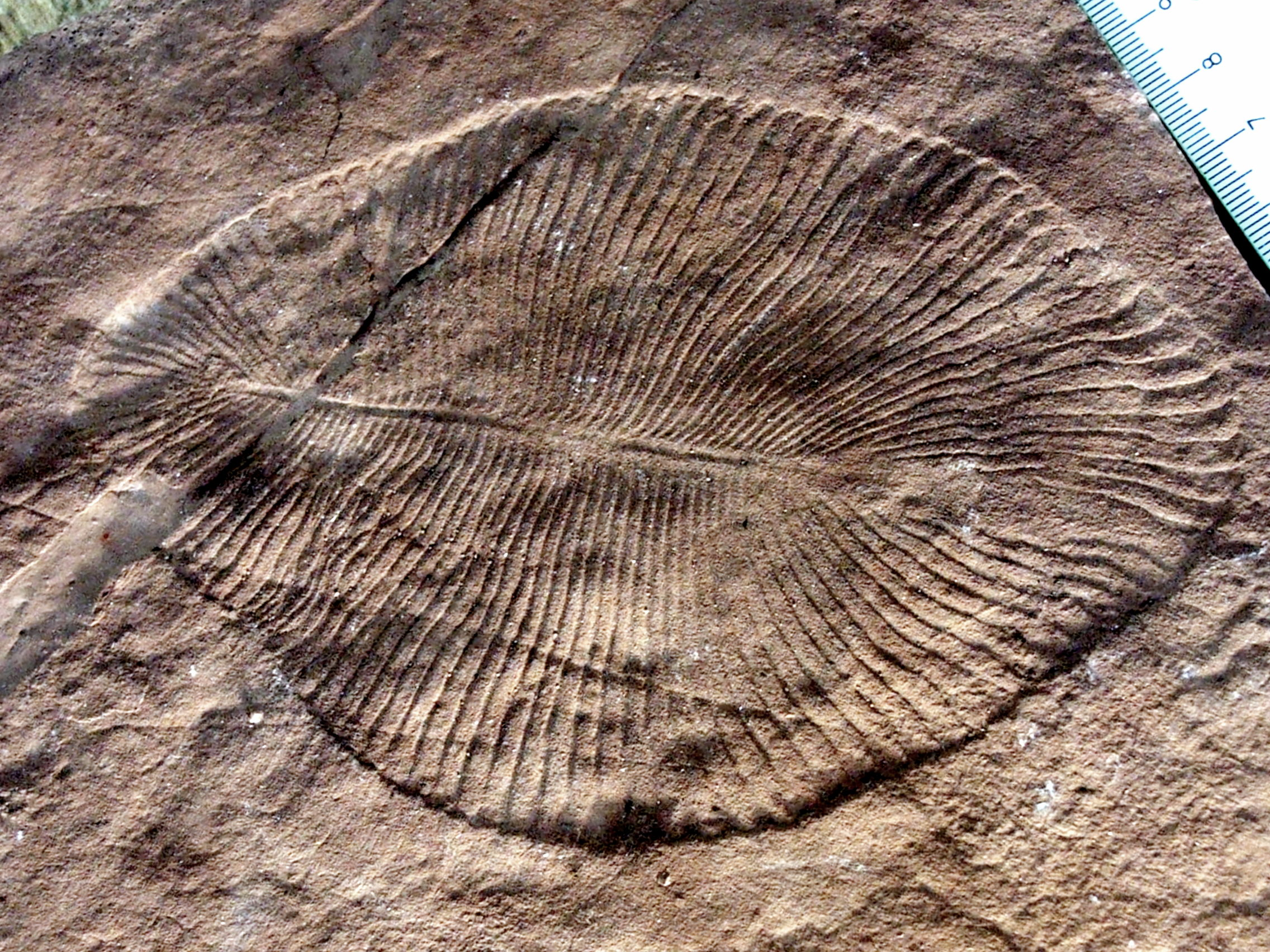
Dickinsonia, un organismo ediacarano de afinidad desconocida, de aspecto acolchado.

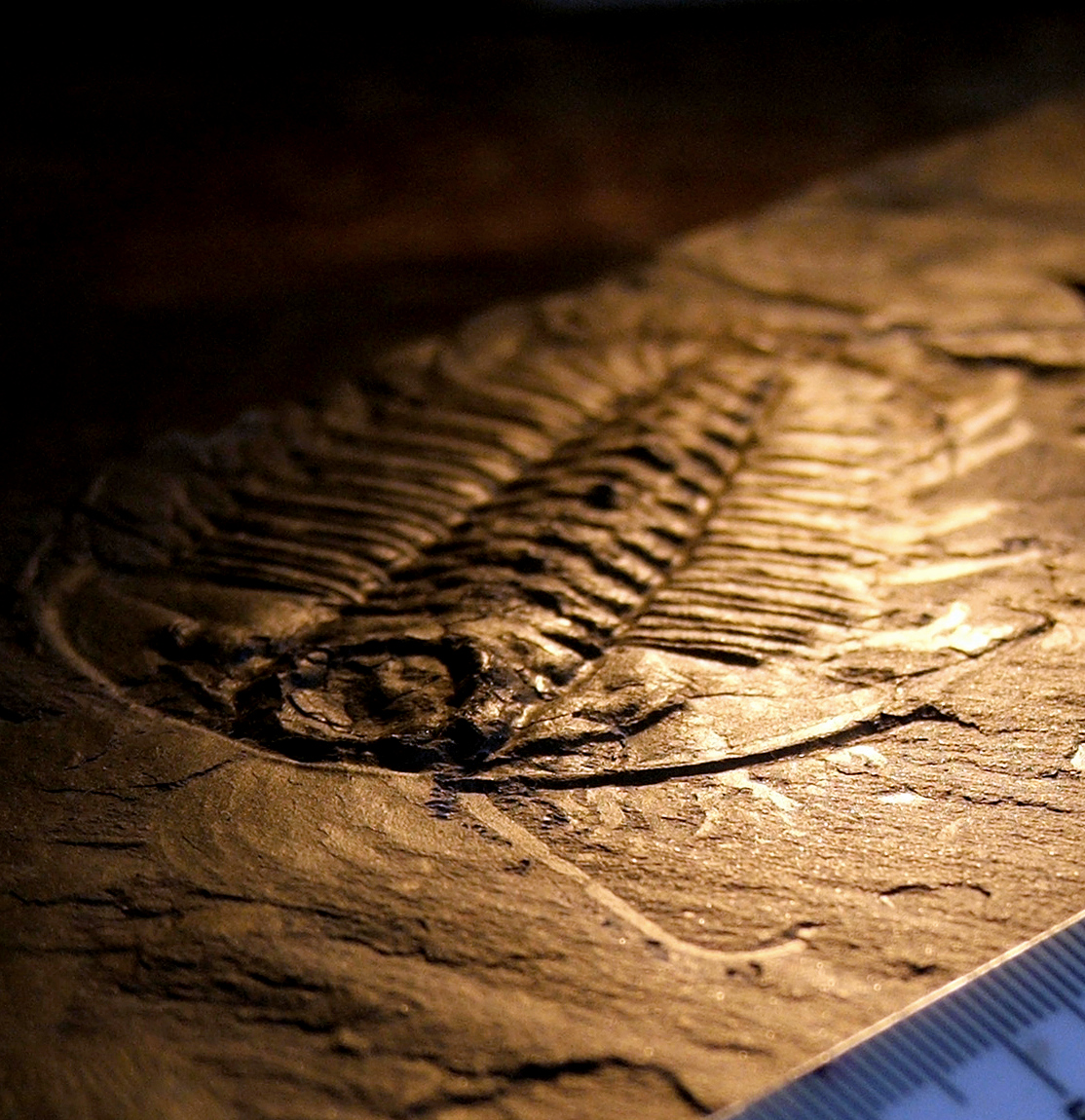
Un trilobite fosilizado. Este espécimen de Olenoides serratus, del esquisto de Burgess, preserva `las partes blandas' - las antenas y las patas.

La explosión cámbrica o radiación cámbrica fue la aparición relativamente rápida de la mayoría de los principales filamentos animales hace unos 530 millones de años en el registro fósil. Es el ejemplo clásico de megaevolución. "El registro fósil documenta dos modos macroevolutivos mutuamente excluyentes separados por el período Ediacaran de transición".
Antes de unos 580 mya parece que la mayoría de los organismos eran simples. Estaban formadas por células individuales organizadas ocasionalmente en colonias. Durante los siguientes 70 u 80 millones de años la tasa de evolución se aceleró en un orden de magnitud. Normalmente las tasas de evolución se miden por la tasa de extinción y originación de las especies, pero aquí podemos decir que al final del Cámbrico existía cada filo, o casi cada filo.
La diversidad de la vida comenzó a parecerse a la de hoy.
La explosión del Cámbrico ha causado mucho debate científico. La aparentemente rápida aparición de fósiles en los "estratos primordiales" se notó ya a mediados del siglo XIX, y Charles Darwin la vio como una de las principales objeciones que se podían hacer contra su teoría de la evolución por selección natural.